# Vietravel Airlines
A Vietravel Airlines é uma companhia aérea vietnamita, que opera voos nacionais e internacionais, além de voos charter, pertence a um conglomerado vietnamita, o Grupo de Vietravel Holdings. A sua base de operações é o Aeroporto de Phú Bài em Huế. A companhia aérea começará a operar no final de 2020. A Vietravel Airlines servirá destinos onde o Grupo Vietravel Holdings investiu fortemente em pacotes turísticos, bem como em outras rotas domésticas secundárias.

## Frota
Frota planejada da Vietravel Airlines: 

A primeira aeronave da Vietravel - um Airbus A321-211 - pousando no Aeroporto Internacional Tan Son Nhat

| Aeronave       | Em serviço | Pedidos | Notas                                                 |
| -------------- | ---------- | ------- | ----------------------------------------------------- |
| Airbus A321neo | 2          | 2       | 1ª aeronave registrada como VN-A278 Alugado de Avolon |